# Howard Donald
Howard Paul Donald (ur. 28 kwietnia 1968 w Droylsden) – brytyjski piosenkarz pop, autor tekstów, tancerz, DJ klubowy i producent muzyczny.
Urodził się w Droylsden w Wielkim Manchesterze jako syn Kathleen V. (z domu Marchant) i Keitha Donalda. Uczęszczał do Moorside Primary School i Littlemoss High School.
W latach 80. z Jasonem Orange’em założył grupę taneczną „Street Beat”, w której tańczyli breakdance. W 1990 został jednym z wokalistów zespołu Take That, w którym zajmował się również tańcem i choreografią. W utworach „Never Forget” i „If this is Love” w dużej mierze śpiewa solo.
W 2005 Take That ogłosiło rozpoczęcie ostatniej trasy koncertowej, wieńczącej ich twórczość, jednak już rok później wokaliści powrócili na scenę i wydali ciepło przyjęty przez krytyków i słuchaczy album pt. Beautiful World. Donald przewodniczył w stworzeniu umieszczonych na płycie utworów „Beautiful World” i „Mancunian Way”, który powstał ku czci rodzinnego miasta grupy – Manchesteru.
Ze związku z Victorią Piddington ma córkę Grace (ur. 6 czerwca 1999). Z Marie Christine Musswessels ma córkę Lolę May (ur. 2005). 2 stycznia 2015 ożenił się z ilustratorką Katie Halil. Mają dwóch synów: Bowiego Taylana (ur. 2016), od nazwiska Davida Bowiego, i Dougiego Beara (ur. 2017).